# Palazzo Meroni
Palazzo Meroni è un edificio storico di Milano situato in corso di Porta Romana al civico  2.

## Storia
L'edificio, progettato nel suo primo blocco dall'architetto Carlo Tenca, venne realizzato tra il 1914 e il 1924, nel luogo dove sarebbe dovuto sorgere un edificio noto come Grattanuvole, progettato da Achille Manfredini nel 1909 ma mai realizzato.
Il geometra Cesare Penati progettò il secondo blocco, realizzato nel 1926.

## Descrizione
Il palazzo, oggi occupato da uffici e abitazioni, occupa l'intero isolato di forma triangolare delimitato dalle grandi arterie di corso di Porta Romana e corso Italia e della più piccola via Maddalena. Presenta uno stile eclettico dalle forti influenze liberty e Beaux-Arts. Le facciate sono caratterizzate da un ricchissimo apparato decorativo; inoltre, il fronte affacciato su piazza Missori all'angolo tra corso Italia e corso di Porta Romana è sormontato da una grande cupola a spicchi sommitale.

## Galleria d'immagini

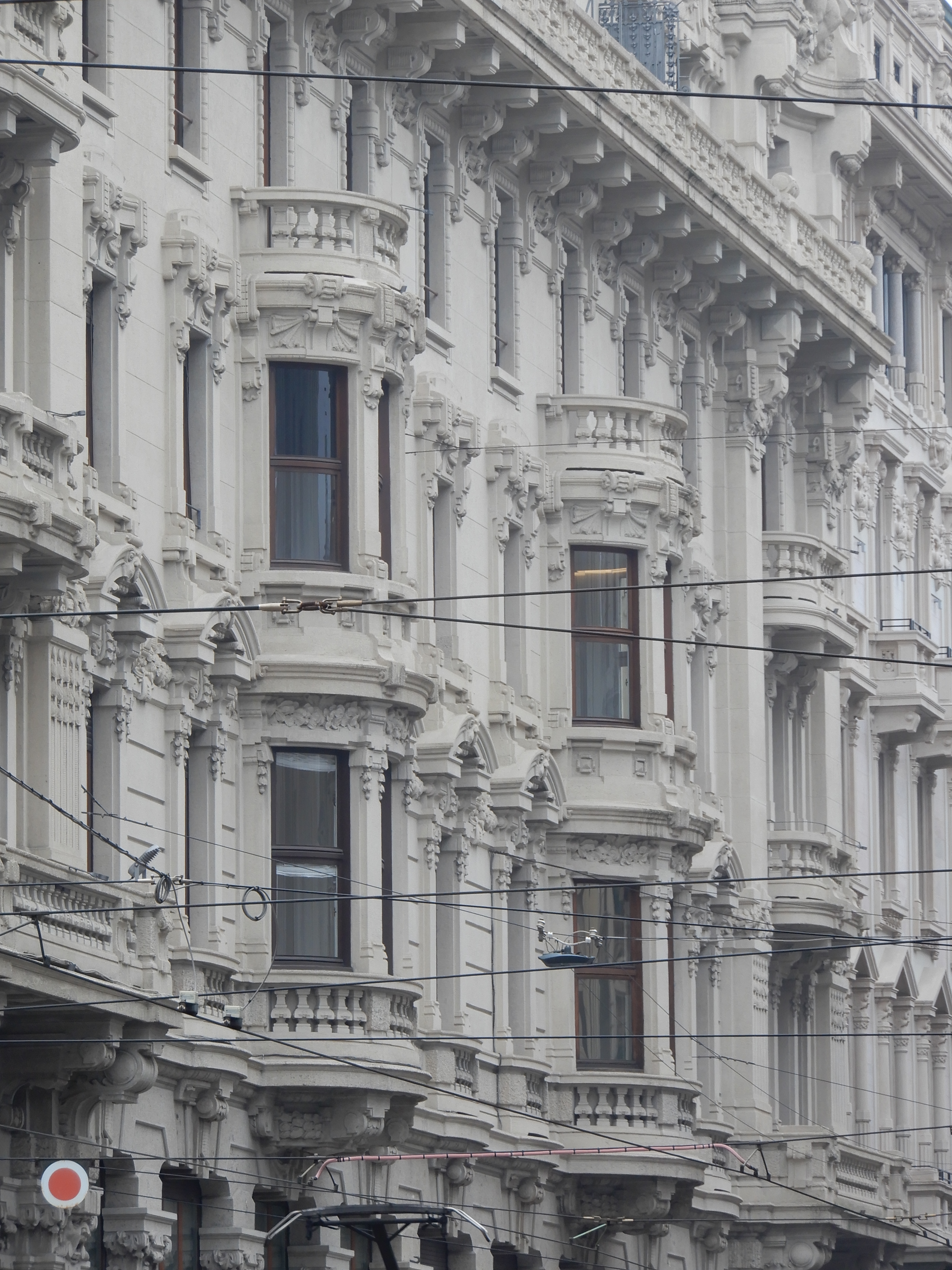
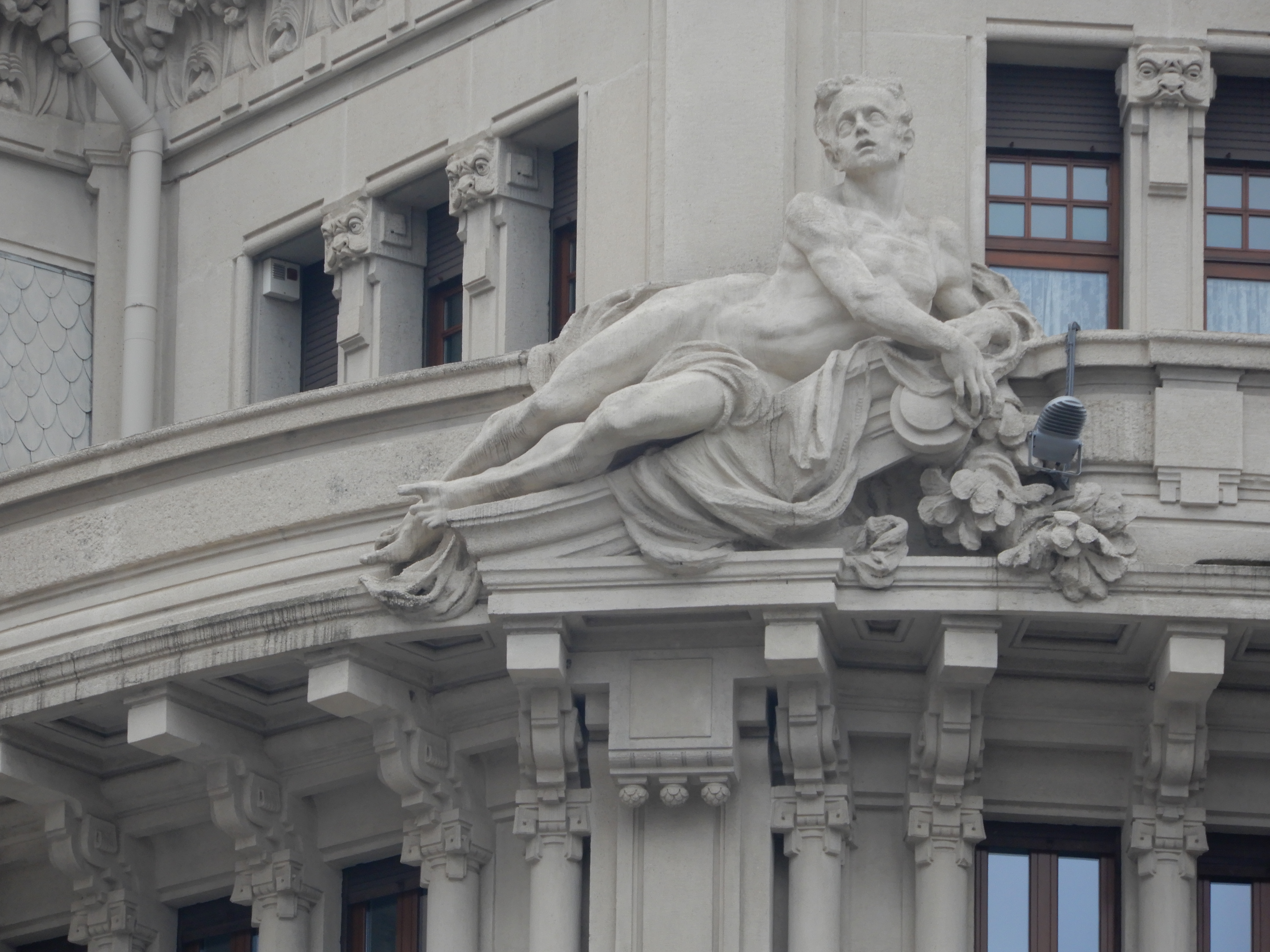
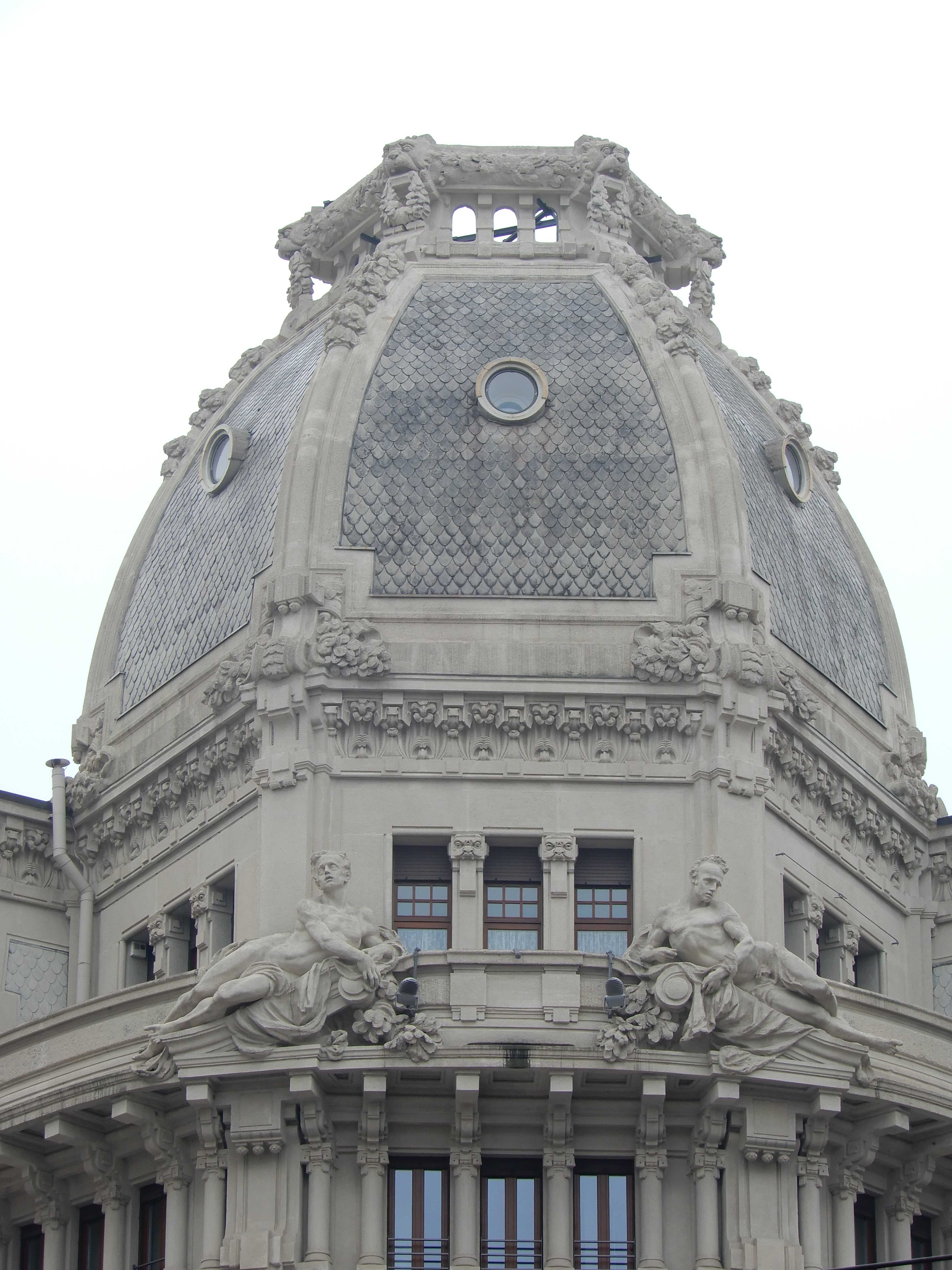